# 拟狸藻
拟狸藻（學名：Utricularia simulans），又称流苏狸藻，为狸藻属似多年生小型至中型陆生食虫植物。其种加词“simulans”来源于拉丁文“simulo”，意为“模仿，冒充”。拟狸藻分布于非洲热带及美洲。其陆生于开阔稀树草原的潮湿砂质土壤中，海拔分布范围为0至1575米。1914年，罗伯特·克努兹·弗里德里希·皮尔格最先发表了拟狸藻的描述。

## 外部連結
- 食虫植物照片搜寻引擎中拟狸藻的照片 （页面存档备份，存于）

 维基共享资源上的相關多媒體資源：拟狸藻
 維基物種上的相關：拟狸藻